# Лопес Перес, Хуан Педро
Хуан Педро Лопес Перес (исп. Juan Pedro López Pérez; род. 31 июля 1997, Лебриха) — испанский профессиональный шоссейный велогонщик, выступающий с 2020 года за американскую команду мирового тура «Trek-Segafredo».

## Достижения
2018
7-й Джиро дель Валле-д’Аоста
2019
4-й Тур Антальи
6-й Тур Венгрии
9-й Джиро дель Валле-д’Аоста
1-й на этапе 4
2022
Джиро д’Италия
10-й Генеральная классификация
Молодёжная классификация
2024
Тур Альп
Генеральная классификация
3-й этап

## Статистика выступлений
Чемпионаты
| Соревнование      | Соревнование | 2018 | 2019 |
| ----------------- | ------------ | ---- | ---- |
| Чемпионат Испании | RR           | НФ   | 20   |

Гранд Туры
не участвовал